# آواسازی پرندگان

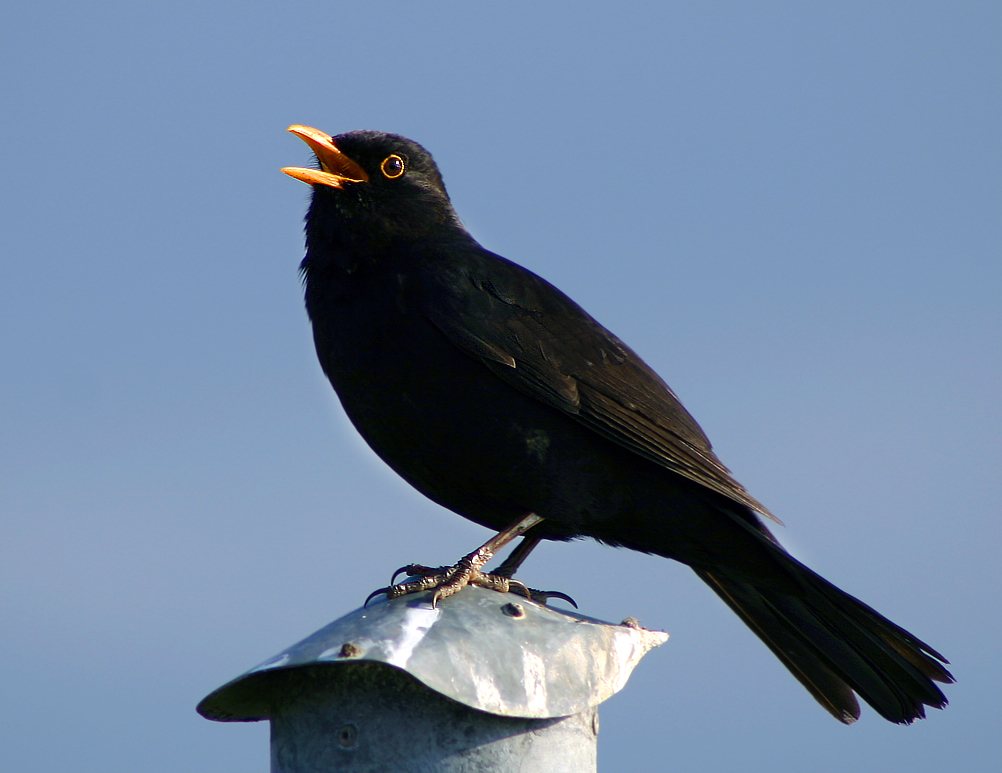
پرنده سیاه (Turdus merula) درحال آوازخوانی - دانمارک ضبط شده در لیل، فرانسه

آواسازی پرندگان (به انگلیسی: Bird vocalization) به آوازها و صداهایی که پرندگان ایجاد می‌کنند گفته می‌شود.